# Maladie d'Aujeszky
Espèce
Synonymes
- Suid alphaherpesvirus 1 ICTV, 2015
- Suid herpesvirus 1 ICTV, 1979
- Pseudorabies virus (1995-1999)

 Mise en garde médicale
La maladie d'Aujeszky — dite « pseudo-rage » par les anglophones (« pseudorabies »), les lusophones et hispanophones (« pseudorrabia ») en raison de symptômes évoquant parfois ceux de la rage — est en fait une maladie virale due à un virus de type Herpes, dont le porc adulte est le réservoir animal.
Cette herpèsvirose était très courante dans le monde et presque toujours mortelle, sans traitement disponible à ce jour, autre que vaccinal et préventif. Elle touche les suidés domestiques et sauvages et accidentellement les carnivores et les ruminants.
Elle est endémique dans la plupart des régions du monde, mais n'est pas transmissible à l'humain. La vaccination et les mesures d'hygiène introduites dans les porcheries dans les années 1980 ont permis d'éradiquer la maladie des élevages de plusieurs pays européens. Ceux qui acquièrent le statut officiel « d'indemne d'Aujeszky » interdisent la vaccination contre cette maladie, suivant les recommandations de l'OIE, afin que les tests puissent détecter d'éventuels nouveaux cas suspectés.
C'est la maladie virale la plus importante pour l’élevage porcin sur le plan économique, après la peste porcine classique (qui a été éradiquée d'une grande partie des territoires d'élevage).
La forte augmentation des populations de sanglier depuis le milieu du XXe siècle fait craindre des propagations récurrentes des sangliers sauvages aux porcs et sangliers d'élevage.

## Histoire vétérinaire
La première évocation de cette maladie semble être un cas décrit il y a environ deux siècles en 1813 aux États-Unis chez une vache victime de démangeaisons qui l'ont rendu comme folle.
Le mot « pseudorage » aurait été créé en 1849 en Suisse pour décrire la maladie chez un bœuf dont les symptômes cliniques évoquaient ceux d'une rage canine.
En 1902, un vétérinaire hongrois, Aladár Aujeszky isole le virus PRV chez un chien, un bœuf et un chat et montre qu'il cause la même maladie chez le porc et le lapin. Il a laissé son nom au virus.

## Étiologie
L'agent pathogène est le Varicellovirus suidalpha1 (ex herpèsvirus porcin de type 1), un virus de la sous-famille des Orthoherpesviridae dit « SuHV-1 » (pour Suid herpesvirus 1).

## Épidémiologie et écoépidémiologie

Prévalence (séropositivité) chez les pécaris aux États-Unis

### Contagion
Le virus est présent dans le sperme, la salive et les sécrétions nasales et conjonctivale des porcs ou sangliers infectés ; il serait principalement diffusé par les contacts de museau à museau, le léchage, les contacts génitaux, mais d'autres formes de transmission sont possibles, dont par aérosols (micro-gouttelettes riches en virions se formant lors des éternuements) ainsi que par les fomites (objets contaminés). La voie principale de contagion est supposée être celle des excrétats (jetage nasal et oculaire, sperme infecté).
« Les ruminants se contaminent par des aérosols issus de porcheries voisines » et aucune transmission inter-ruminant n’a pu être prouvée de manière certaine.
Ce virus peut survivre environ sept heures à l'air dans un environnement humide, ce qui lui permet de diffuser jusqu'à 2 km environ dans l'air. Il pourrait survivre plus de sept heures dans l'eau, et plus de deux jours sur les plantes, dans le sol et dans les excréments, jusqu'à trois jours dans de la nourriture contaminée et quatre jours dans une litière de paille de porcherie. Le fumier est donc aussi une source possible de contamination ; il devrait être composté avant d'être épandu sur des champs fréquentés par des animaux sauvages.
En zone d'endémie, le taux de morbidité peut être élevé chez les porcins, les ruminants n'étant que très rarement infectés.
Enjeux écoépidémiologiques : Les populations des sangliers sont dans les zones d'élevage de l'hémisphère nord souvent porteuses de variants du virus. D'autres mammifères domestiques et sauvages, tels que les bovins, les ovins, les caprins, et les ratons laveurs y sont également vulnérables. Chez les animaux familiers, les chats et chiens y sont vulnérables. La maladie est généralement fatale chez tous ces hôtes.

Le chat y est si sensible, qu'il meurt souvent en quelques heures, avant qu'aucun des symptômes de la maladie ne soient perceptibles.

### Incubation
Elle dure de 2 à 5 jours en moyenne.

## Symptômes
Ils varient selon la souche de virus et de l'âge des porcs ou de l'animal touché, mais ils précèdent presque toujours la mort de 12 à 24 heures ; ce sont :
- des toux avec jetage séreux à muqueux, une dyspnée expiratoire, un ptyalisme[1] ;
- un abattement, l'anorexie et fièvre (hyperthermie amenant le corps à plus de 41 °C chez le porc)[1] ;
- un prurit passager et pas toujours présent, mais violent et caractéristique quand il advient ; l'animal peut se griffer ou se mordre de manière compulsive[1] ;
- symptômes nerveux : « ataxie, hyperesthésie, position anormale de la tête et du cou, pousser au mur, convulsions, opisthotonos en phase terminale »[1] ;

En microscopie, on observera dans le système nerveux une gliose (prolifération de cellules gliales dans le tissu nerveux) manchons périvasculaires dans la moelle allongée et le pont, possible inflammation de la moelle épinière cervicale, dégénérescence de la muqueuse nasale avec infiltration monocytaire, dégénérescence des épithéliums du pharynx et de l’épiglotte.
L'animal ne guérit que très rarement.

### Tropisme de la maladie
Les symptômes et les organes touchés varient selon l'espèce.
Le virus présente un tropisme pulmonaire et génital chez les porcs et autres suidés et un neurotropisme fort chez les autres espèces. Il semble provoquer chez les bovins des démangeaisons insupportables.

## Diagnostic
Une clinique évocatrice est renforcée par l'existence d'une porcherie proche et/ou sous le vent, ou d'un élevage de sangliers.
Les examens virologiques (isolement du virus à partir du système nerveux central) et sérologiques confirmeront le diagnostic.
Le test peut être :
- un test sérologique : deux tests Elisa détectent les anticorps produits par l'organisme pour se défendre contre le virus respectivement :
  - après un infection (test ELISA gE)
  - et/ou après une vaccination contre la maladie (test ELISA gB) ;

un test de neutralisation du virus peut aussi être fait ; au moins 10 jours après l'infection ou une vaccination ;
- un test virologique : par réaction en chaîne par polymérase (PCR) pour rechercher des fragments de l'ADN du virus.

Il existe en France un « Laboratoire national de référence pour la maladie d’Aujeszky », qui est le laboratoire de l’unité Virologie et immunologie porcines dit « laboratoire Anses » de Ploufragan/Plouzané.
Le diagnostic différentiel vise à exclure :
- la rage
- le louping-ill
- la maladie de Borna
- la listériose
- la nécrose du cortex cérébral

## Lésion
- œdème sous-cutané[1] ;
- congestion, œdème pulmonaire[1] ;
- hémorragies au niveau de l'épicarde, avec un épanchement pleural sanguinolent[1] ;
- saignements et rougeurs induites par les violents grattement en réponse au prurit[1] ;
- les autres organes ne sont pas atteints[1]

## Traitement
Aucun traitement n’existe à ce jour.

## Prévention
Elle s'appuie sur les bonnes pratiques agricoles d’hygiène dans les élevages et lors du transport du bétail (désinfection...).
Plusieurs vaccins sont disponibles, mais interdits dans les zones où la maladie n'est pas avérée (ATCvet codes : « I09AA01 » inactivated, « I09AD01 » vivant et combinaisons diverses) Des programmes d'éradication sont en cours aux États-Unis et au Royaume-Uni. En 2004, la population porcine commerciale des USA a été déclarée libre de pseudo-rage, mais la maladie reste présente dans les populations de porcs sauvages.
La vaccination des porcs est par exemple interdite en France et en Belgique où la maladie est considérée comme éradiquée dans les élevages, mais une veille sanitaire doit persister car le virus est encore présent dans la nature.
Il est théoriquement possible de vacciner les ruminants mais ce n'est pas fait en raison du « faible nombre de cas observés ».

## Mesures offensives
Adopter des mesures de gestion sanitaire et de maintien des densités de sangliers sauvages compatibles avec les objectifs de gestion de la maladie.

## Recherche
En raison des coûts qu'elle occasionne aux élevages porcins, de nombreuses études ont porté sur ce virus chez le Porc.
C'est contre lui qu'ont été établis et testés les premiers vaccins génétiquement modifiés pour le contrôle des maladies animales.
Le PRV est encore très étudié comme un modèle pour les processus infectieux de base induits par le virus de l'herpès lytique, et pour démêler les mécanismes moléculaires expliquant le neurotropisme de l'herpès ,.